# Richardson Brook Wildlife Sanctuary
Das Richardson Brook Wildlife Sanctuary ist ein 110 Acres (44,5 ha) umfassendes Schutzgebiet bei Tolland im Bundesstaat Massachusetts der Vereinigten Staaten. Es wird von der Massachusetts Audubon Society verwaltet.

## Schutzgebiet
Das Schutzgebiet wird im Süden durch seinen namensgebenden Fluss begrenzt. Es bietet einen Lebensraum für drei verschiedene Salamanderarten und ist Standort von überdurchschnittlich großen Roteichen, Zucker-Ahornen, Weymouth-Kiefern, Kanadische Hemlocktannen, Schwarz-Birken sowie Amerikanische Buchen. Besuchern stehen 2,5 mi (4 km) Wanderwege zur Verfügung.